# Hartreeprodukt
En Hartreeprodukt är ett kvantmekaniskt flerpartikeltillstånd som ges av en produkt av varje enskild partikels vågfunktion. Om {\displaystyle \phi _{n}(\mathbf {x} _{n})} med {\displaystyle \mathbf {x} _{n}=(\mathbf {r} _{n},\sigma _{n})} betecknar spinn-orbitalen för den {\displaystyle n}:te partikeln i ett system med {\displaystyle N} partiklar så ges Hartreeprodukten för den totala vågfunktionen av
{\displaystyle \Psi (\mathbf {x} _{1},\mathbf {x} _{2},...,\mathbf {x} _{N})=\phi _{1}(\mathbf {x} _{1})\phi _{2}(\mathbf {x} _{2})...\phi _{N}(\mathbf {x} _{N}).}
Hartreeprodukten utgör grunden för Hartree-metoden, men tar inte hänsyn till antisymmetriseringen som krävs för fermioner. I allmänhet måste ett fermioniskt flerpartikelsystem beskrivas med en linjärkombination av Slaterdeterminanter. Genom att använda sig av en enda Slaterdeterminant istället för en Hartreeprodukt erhålls en bättre approximationsmetod kallad Hartree–Fock-metoden.
Hartreeprodukten är uppkallad efter den engelske fysikern Douglas Hartree.